# 齊鍾彥
齊鍾彥（1920年3月12日—2013年11月16日）是中國的貝類學家，師承張璽，曾发表重要学术论文50余篇，出版专著20部。

## 簡歷
1920年3月12日，齐钟彦出生於河北省蠡县大曲堤村。他的曾祖父务农兼做小生意，他的祖父读书考中了举人。他的父親齐雅堂亦是一位海洋动物学家，1924年獲中華民國政府（北洋？）派到法国留學。1945年夏天，齐钟彦从北平中法大学生物系毕业，到张玺身边做助理研究员兼補習法語。1949年3月，中法大学经济系、生物系并入南开大学。1950年随贝类学家张玺赴青岛组建中科院水生所青岛海洋生物研究室（即后来的中国科学院海洋研究所），后任中科院海洋所研究员。2013年11月16日逝世于青岛。

## 由他命名的分類單元
- 长全海笋 Barnea elongata Tchang, Tsi et Li, 1960[4][5][6]：海螂目鸥蛤科全海笋属，今作脆壳全海笋。
- 中国凹梭螺 Crenavolva chinensis Qi et Ma, 1983[7][8]：凹梭螺科凹梭螺屬
- 小衣笠螺 Xenophora minuta Tsi & Ma, 1986[9][10][11]：缀壳螺科缀壳螺属
- Fissidentalium tenuicostatum Qi & Ma, 1989[12]：掘足綱角貝目
- 爪蛎属 Talonostrea Li & Qi, 1994：牡蠣科牡蠣亞科（Crassostreinae）[13][14][15]
  - 猫爪牡蛎 Talonostrea talonata Li & Qi, 1994[16][14][15]

齊鍾彥命名的物種一般都使用他的姓氏的漢語拼音「Qi」，但較舊期的文獻也有可能仍舊用他的姓氏的法語拼寫「Tsi」，而未必所有文獻的編者都知道這兩個姓指的是同一人而懂得自行訂正。

## 以他命名的分類單元
- Qii Chang, 1995：芋螺總科Raphitomidae科之下的一個屬，今作Pseudodaphnella Boettger, 1895[17]。

## 作品列表
- 李孝緒; 齊鐘彥. . 海洋科學集刊 (中国科学院海洋研究所). 1994, 1994年  [2018-03-02]. （原始内容存档于2018-03-02） （中文（简体））.
- Qi, Zhongyan; Lin, Guangyu. . Vol. 1. Seashells. 1992 （英语）.
- 齊鍾彥、馬綉同、王禎瑞等. . 北京: 农业出版社. 1989: 309 頁. ISBN 7109004384 （中文（简体））.
- 齊鍾彥等. . 農業出版社. 1987 （中文（简体））.

- 齊鍾彥; 馬綉同. . 中國貝類學會-貝類學論文集. 1986, 2: 1–9.

- 齊鍾彥; 馬綉同. . （三）海南島沿海軟體動物名錄. 海洋出版社. 1984: 1–22 （中文（简体））.
- 王禎瑞; 齊鍾彥. . 海洋科學集刊. 1984, 22: 199–242 （中文（简体））.

- 齊鍾彥; 馬綉同; 樓子康; 張福綏. . 科學出版社. 1983 （中文（简体））.
- 齊鍾彥等 (编). . 農業出版社. 1989 （中文（简体））.

- 张玺、齐钟彦等. 中国科学院海洋研究所 , 编.  10. 北京: 科学出版社. 1975: 105–128 （中文（简体））. |journal=被忽略 (帮助)

- 張璽; 齊鍾彥; 張福綏; 馬綉同. . 海洋與湖沼. 1964, 5 (2): 124–138 （中文（简体））.
- 張璽; 齊鍾彥. . 科學出版社. 1962: 1–246 pp. （中文（简体））.
- 張璽; 齊鍾彥; 李潔民. . 動物學報. 1960, 12 (1): 63–87 （中文（简体））.
- 張璽; 齊鍾彥; 李潔民; 馬綉同; 王禎瑞; 黃修明; 莊啟謙. . 科學出版社: 274 pp. 1960 （中文（简体））.

## 外部連結
- 齊鍾彥部分文獻